# Bahnhof Blaubeuren
Der Bahnhof Blaubeuren ist der Bahnhof der im Osten Baden-Württembergs gelegenen Stadt Blaubeuren. Er liegt an der Bahnstrecke Ulm–Sigmaringen und besitzt zwei Bahnsteiggleise. Werktags wird er von mehr als 60 Regionalzügen bedient, an Sonn- und Feiertagen von etwa 50. Der Bahnhof wurde nach zweijährigen Arbeiten im Jahr 1868 als vorläufiger Endpunkt der von Ulm kommenden Strecke eröffnet. Im Jahr 2011 wurde mit der Sanierung des historischen Empfangsgebäudes begonnen.
Im Ortsteil Gerhausen befindet sich darüber hinaus mit dem gleichnamigen Haltepunkt eine weitere Bahnstation auf der Gemarkung Blaubeuren.

## Lage

### Örtliche Lage
Der Bahnhof befindet sich südlich der Innenstadt von Blaubeuren. Östlich des Empfangsgebäudes befindet sich die Bushaltestelle Blaubeuren Bahnhof sowie ein P+R-Parkplatz. Südlich des Bahnhofs gibt es ein Einkaufszentrum auf dem Gelände des ehemaligen Zementwerks. Im Westen wird die Württemberger Straße unterquert. Diese Brücke ersetzt einen ehemalig 170 Meter weiter östlich gelegenen Bahnübergang. Östlich unterqueren die Gleisanlagen die Bundesstraße 28.

## Geschichte
Die Inbetriebnahme des Bahnhofs erfolgte am 2. August 1868. Das repräsentative Bahnhofsgebäude ist bis heute erhalten. Ein Güterschuppen westlich des Empfangsgebäudes, der zwischenzeitlich von einem Sportartikelhändler genutzt wird, ist bis heute erhalten, die Lokomotivremise wurde bereits in den 1970er-Jahren abgerissen. Mit Abriss des südlich der Gleise gelegenen Zementwerks wurde auch dessen Gleisanschluss entfernt.

## Bauwerke

### Empfangsgebäude
Nördlich der Gleise befindet sich das 1868 eröffnete Empfangsgebäude, das direkt an der Bundesstraße 28 liegt. 2011 wurde mit seiner Sanierung begonnen, es war neben gastronomischen Angeboten und Büroflächen auch ein Reisebüro im Erdgeschoss geplant.

### Stellwerk
Etwa 200 Meter westlich des Empfangsgebäudes, auf der Südseite der Gleise, direkt am ehemaligen Bahnübergang, befindet sich seit 1963 ein Drucktastenstellwerk der Bauart Dr S2.
Von dort wird auch der Betriebsbahnhof Arnegg ferngesteuert.
Direkt östlich entsteht ein Elektronisches Stellwerk (ESTW-A), das von Aulendorf ferngesteuert wird.

### Bahnsteige
Der Bahnhof Blaubeuren verfügt heute über drei Bahnsteiggleise.
| Gleis | Länge in m | Höhe in cm |
| ----- | ---------- | ---------- |
| 1     | 120        | 55         |
| 2     | 120        | 55         |
| 3     | 120        | 55         |

Die Bahnsteige 2 + 3 sind über den Steg mittels Treppe und Lift erschlossen. Im Rahmen des Bahnhofsmodernisierungsprogramms Baden-Württemberg sollte bis 2019 die Betriebsqualität von und die Pünktlichkeit an 15 Nahverkehrsbahnhöfen, darunter Blaubeuren, gesteigert werden, weshalb der höhengleiche Zugang durch eine Unterführung oder einen Zugang vom Fußgängersteg aus ersetzt werden sollte. Für Verzögerungen sorgte, dass die Deutsche Bahn zwischenzeitlich die bereits fertigen Planungen ändern wollte. Statt der regional weitverbreiteten und auch für das Netz der Regio-S-Bahn Donau-Iller vorgesehenen Bahnsteighöhe von 55 Zentimetern sollte die Höhe auf 76 Zentimeter geändert werden. Auf Druck des Landes wurde an den ursprünglichen Plänen festgehalten. Im März 2021 wurde die Fertigstellung bis Sommer 2022 angekündigt. Die Modernisierung wurde Ende 2022 abgeschlossen. Sie wurde vom Land Baden-Württemberg mit 5,9 Millionen Euro finanziert.

### Fußgängersteg
Um das südlich der Gleise auf dem Gelände des ehemaligen Zementwerks liegende Einkaufszentrum für Fußgänger besser zu erschließen, wurde ein auch für Rollstuhlfahrer geeigneter Steg erbaut, der westlich des Empfangsgebäudes über die Gleise führt. Er wurde 2006 eröffnet.

## Verkehr

### Personenverkehr
| Linie                    | Frequenz                                                                                       | Takt              | Betreiber |
| ------------------------ | ---------------------------------------------------------------------------------------------- | ----------------- | --------- |
| RE 55                    | Ulm – Blaubeuren – Ehingen (Donau) – Munderkingen – Sigmaringen (– Donaueschingen – Villingen) | Stundentakt       | DB Regio  |
| RS 3                     | Ulm – Blaustein – Blaubeuren – Allmendingen – Ehingen (Donau) – Munderkingen                   | Stundentakt       | SWEG      |
| RB 59                    | Ulm – Blaubeuren – Schelklingen – Münsingen (– Kleinengstingen – Gammertingen)                 | einzelne Zugpaare | SAB       |
| Stand: 15. Dezember 2024 |                                                                                                |                   |           |

### Güterverkehr
Güterzüge, die das im Weiler Altental liegende Kalk-, Terrazzo- und Steinmahlwerk der Eduard Merkle GmbH & Co. KG anbinden, verkehren noch über Blaubeuren bzw. müssen hier Kopf machen, da sie vom wenige Kilometer östlich des Bahnhofs Blaubeuren gelegenen Anschlussgleis im Normalfall nicht direkt zur Weiterfahrt in Richtung Ulm auf das Streckengleis fahren dürfen.
Des Weiteren gibt es Güterzüge nach Schelklingen (Holzverladung; Braunkohlestaub für das Zementwerk) und Ehingen (Zellstoffwerk); Rottenacker bzw. Oberheutal (Stahl für Liebherr Ehingen); sowie den Salzzug von/nach Stetten bei Haigerloch.

### Busverkehr
Der Bahnhof wird durch die Regionalbuslinien 264 und 365 im Donau-Iller-Nahverkehrsverbund (DING) bedient.